# لورا دون
لورا دون (بالإنجليزية: Laura Don)‏ هي ممثلة أمريكية، ولدت في 20 فبراير 1852 في غلينز فولز في الولايات المتحدة، وتوفيت في 10 فبراير 1886 في غرينويتش في الولايات المتحدة.